# Phó Minh
Phó Minh (tiếng Trung: 傅明; bính âm: Fù Míng) (sinh ngày 5 tháng 1 năm 1983) là một trọng tài bóng đá Trung Quốc. Ông là trọng tài FIFA kể từ năm 2014. Ông cũng đang là ông chủ của Jingcheng College thuộc đại học hàng không và du hành vũ trụ Nam Kinh.